# Gornje Jabukovo
Gornje Jabukovo (en serbe cyrillique : Горње Јабуково) est un village de Serbie situé dans la municipalité de Vladičin Han, district de Pčinja. Au recensement de 2011, il comptait 127 habitants.

## Démographie
| 1948 | 1953 | 1961 | 1971 | 1981 | 1991 | 2002 | 2011 |
| ---- | ---- | ---- | ---- | ---- | ---- | ---- | ---- |
| 650  | 679  | 614  | 571  | 437  | 299  | 154  | 127  |

|  |